# Aechmea callichroma
Aechmea callichroma là một loài thực vật có hoa trong họ Bromeliaceae. Loài này được Read & Baensch mô tả khoa học đầu tiên năm 1991.